# Gonomyia (Gonomyia) salmani
Gonomyia (Gonomyia) salmani is een tweevleugelige uit de familie steltmuggen (Limoniidae). De soort komt voor in het Neotropisch gebied.